# Dierentuin van Wrocław
De dierentuin van Wrocław (Pools: Ogród Zoologiczny we Wrocławiu) is een wetenschappelijke dierentuin aan de Wróblewskiegostraat in Wrocław, Polen. De dierentuin werd in 1865 opgericht als Zoologischer Garten Breslau in de destijds Duitse stad (Breslau) en is daarmee de oudste zoo van Polen. Aan het eind van de Tweede Wereldoorlog werd de dierentuin door oorlogshandelingen verwoest. In 1947 kreeg Karol Łukaszewicz, die eerder de dierentuin in Krakau had geleid, de opdracht te werken aan de heropening van de dierentuin. In juli 1948 werd de dierentuin heropend.
De dierentuin van Wrocław is de zoo in Polen met het grootste aantal dieren, ongeveer 1100 dieren behorende tot 1132 soorten. De oppervlakte van de dierentuin is ongeveer 33 ha. in de binnenstad van Wrocław. De dierentuin is aangesloten bij de European Association of Zoos and Aquaria en de World Association of Zoos and Aquariums.
De dierentuin is ingeschreven in het Poolse register van Cultureel Erfgoed.

## Fokprogramma's
Het park neemt deel aan meerdere internationale fokprogramma's en coördineert en beheert de EEP-stamboeken voor de kulan, het visayawrattenzwijn, het balabacdwerghert en het baweanhert en het ESB-stamboek voor de Aetobatus ocellatus.